# Cristoforo d'Assia-Kassel
Cristoforo Ernesto Augusto d'Assia (in tedesco Christoph Ernst August Prinz von Hessen; Francoforte sul Meno, 14 maggio 1901 – Appennini, 7 ottobre 1943) era il figlio del Principe Federico Carlo d'Assia e della Principessa Margherita di Prussia.
Ufficiale della Luftwaffe e delle SS, fu direttore del servizio d'intelligence Forschungsamt dal 1935 al 1943, e morì per un incidente aereo durante la II guerra mondiale.

## Biografia

### Primi anni e gioventù
Nato a Francoforte sul Meno, il principe Christoph d'Assia-Kassel crebbe nel castello di famiglia di Friedrichshof. 
Il padre Federico Carlo d'Assia-Kassel fu proclamato re di Finlandia il 9 ottobre del 1918 e rinunciò al trono il 14 dicembre 1918.
Dopo aver frequentato la "Musterschule" a Francoforte, Cristoforo venne impiegato presso i diversi possedimenti della famiglia: dapprima nell'Assia settentrionale tra 1919 e 1920, poi in Pomerania nel 1921 e nell'Holstein tra 1925 e 1926. Tra 1922 e 1924 nel frattempo aveva frequentato i corsi di agraria presso l'Università di Monaco. In questi anni sviluppò anche una passione per automobilismo e motociclismo. Nel 1931 in seguito al matrimonio con Sofia di Grecia si trasferì a Berlino, lavorando presso l'azienda di assicurazioni Viktoria.

### Ascesa nel NSDAP e carriera
Amico di Hermann Göring sin dall'epoca dell'accademia militare, il principe Christoph di Assia entrò nel partito nazionalsocialista nell'ottobre 1931. Se inizialmente non rese pubblica la propria adesione, aderendo al partito in un altro distretto e richiedendo che la notizia dell'iscrizione fosse mantenuta segreta, già l'anno successivo divenne membro a pieno titolo della sezione del partito nel proprio distretto, entrando anche nelle SS. La sua iscrizione però nel frattempo venne persa, e il 3 luglio 1933 dovette riscriversi nuovamente. Nel 1936 con l'aiuto di Göring riuscirà a farsi retrodatare l'adesione al 1931 (per gli iscritti al partito prima della presa del potere erano previste infatti diverse agevolazioni).
Nel 1933 Il Principe venne nominato da Göring aiutante di Paul Körner, all'epoca segretario di Stato della Prussia. In tale veste partecipò alla costituzione del Forschungsamt, il servizio segreto interno al Ministero dell'aviazione nel Terzo Reich, costituito allo scopo di controllare tutte le comunicazioni radiofoniche, telegrafoniche e telefoniche. Tale servizio di informazioni, di cui Göring riuscirà a mantenere il controllo sino al 1945, in questo periodo partecipò anche alla liquidazione della SA nell'operazione che culminerà con la notte dei lunghi coltelli, ed è probabile un coinvolgimento anche del principe nelle operazioni.
Due anni più tardi, nel 1935, dopo il misterioso omicidio di Hans Schimpf, precedente direttore del Forschungsamt, Christoph venne nominato da Göring come successore di Schimpf. La nomina, avvenuta nonostante il principe non avesse né i titoli universitari né le conoscenze tecniche necessarie a un dirigente di tale livello (anche se aveva comunque partecipato alle attività del servizio in precedenza), fu dovuta soprattutto alla fiducia che Göring aveva nel principe e agli equilibri di potere interni allo stato nazista. In questo periodo il Forschungsamt divenne una delle più potenti macchine amministrative dello stato nazista, contando al proprio servizio più di 6000 addetti, divenendo un importante elemento ad esempio nella repressione degli oppositori politici. Nel 1937 infine Christoph di Assia raggiunse anche il grado di direttore di dipartimento all'interno del Ministero.
Parallelamente continuò a far parte delle SS: anche se non più in servizio attivo dal 1934, continuò infatti a ricevere vari incarichi da parte di Himmler e progressive promozioni, raggiungendo nel 1939 il grado di Oberführer nelle SS.

### Seconda guerra mondiale
Nell'agosto 1939, poco prima dello scoppio della seconda guerra mondiale si sospese dalla carica di direttore del Forschungsamt (sarà sostituito da Gottfried Schapper, che peraltro già da prima svolgeva gran parte delle mansioni tecniche legate al ruolo)  per entrare in servizio attivo nella Luftwaffe, della cui riserva faceva parte sin dal 1935. Inquadrato come sottotenente della riserva, nel novembre 1940 entrò a far parte del comando del II. Fliegerkorps, dapprima a Bad Homburg vor der Höhe, poi in Belgio, in Lussemburgo e infine in Africa settentrionale, venendo promosso a tenente nel maggio 1940 e a capitano nel settembre dello stesso anno. Nel giugno 1940 ottenne una Croce di Ferro di seconda classe per aver partecipato alla pianificazione del bombardamento di Rotterdam. Nel novembre 1941 ottenne il trasferimento sul Fronte orientale come navigatore nel Kampfgeschwader 3, ma poco dopo Göring gli vietò di volare su aerei di combattimento, rimandandolo al comando del Fliegerkorps, nel frattempo trasferito in Sicilia. Nel marzo 1942 venne promosso a maggiore e ottenne il trasferimento presso lo Jagdgeschwader 53 stazionato a Comiso, col quale partecipò alle ultime operazioni in Tunisia della Campagna del Nordafrica.
Secondo lo storico Hugo Vickers, il principe Christoph si "allontanò" dal partito nazista al tempo dell'assassinio di Reinhard Heydrich nel 1942, che avrebbe così commentato con sua madre: "La morte di un uomo pericoloso e crudele è la migliore notizia che ho ricevuto da molto tempo."
Nell'autunno 1943 i principi tedeschi ricevettero l'ordine di non partecipare più a operazioni belliche. Il 7 ottobre 1943, durante il viaggio di ritorno che avrebbe dovuto riportarlo in Germania dal fronte italiano, morì in un incidente aereo sul Monte Collino, un'altura nei pressi di Forlì. L'aereo venne totalmente distrutto e le cause dell'incidente rimangono non chiarite. Il suo corpo fu trovato due giorni dopo e sepolto nel cimitero di Forlì, da dove nel 1953 sarà traslato a Kronberg.

## Famiglia
Nato il 14 maggio 1901 a Francoforte, era un pronipote della regina Vittoria e del principe Alberto di Sassonia-Coburgo-Gotha attraverso la loro figlia maggiore Vittoria, principessa reale, moglie di Federico III, imperatore tedesco.
Sposò la principessa Sofia di Grecia e Danimarca, il 15 dicembre 1930 a Kronberg im Taunus, Germania. La principessa Sofia era la figlia più giovane del principe Andrea di Grecia e Danimarca e della principessa Alice di Battenberg, e la sorella del futuro Principe Filippo, duca di Edimburgo. I due vissero a Berlino. Nel 1936, col progredire della carriera di Christoph, la famiglia si trasferì in una villa nel quartiere di Dahlem.
Ebbero cinque figli:
- Principessa Cristina Margherita d'Assia (Kronberg im Taunus, 10 gennaio 1933-21 novembre 2011), sposò nel 1956 il Principe Andrea di Jugoslavia, divorziando nel 1962; si risposò nello stesso anno divorziando nel 1988;
- Principessa Dorotea Carlotta Carina d'Assia (Schloss Panker, 24 luglio 1934), sposò nel 1959 il Principe Friedrich zu Windisch-Grätz;
- Principe Carlo Adolfo Andrea d'Assia (Berlino, 26 marzo 1937), sposò nel 1966 la Contessa Yvonne Szapáry von Muraszombath, Széchysziget und Szapár;
- Principe Ranieri Cristoforo Federico d'Assia (Kronberg im Taunus, 18 novembre 1939), celibe;
- Principessa Clarissa Alice d'Assia (Kronberg im Taunus, 6 febbraio 1944), si sposò nel 1971 divorziando nel 1976.

## Ascendenza[8]
|                                             |                         |                                                       | Genitori                                              |  |  | Nonni |  |  | Bisnonni                           |  |  | Trisnonni                         |  |
|                                             |                         |                                                       |                                                       |  |  |       |  |  | Langravio Guglielmo d'Assia-Kassel |  |  | Langravio Federico d'Assia-Kassel |  |
|                                             |                         |                                                       |                                                       |  |  |       |  |  | Langravio Guglielmo d'Assia-Kassel |  |  | Langravio Federico d'Assia-Kassel |  |
|                                             |                         | Principessa Carolina di Nassau-Usingen                |                                                       |  |  |       |  |  | Langravio Guglielmo d'Assia-Kassel |  |  |                                   |  |
| Langravio Federico Guglielmo d'Assia-Kassel |                         |                                                       |                                                       |  |  |       |  |  | Langravio Guglielmo d'Assia-Kassel |  |  |                                   |  |
|                                             |                         | Principessa Luisa Carlotta di Danimarca               | Federico, Principe Ereditario di Danimarca e Norvegia |  |  |       |  |  |                                    |  |  |                                   |  |
|                                             |                         | Principessa Luisa Carlotta di Danimarca               | Federico, Principe Ereditario di Danimarca e Norvegia |  |  |       |  |  |                                    |  |  |                                   |  |
|                                             |                         | Principessa Luisa Carlotta di Danimarca               | Duchessa Sofia Federica di Meclemburgo-Schwerin       |  |  |       |  |  |                                    |  |  |                                   |  |
| Federico Carlo, Langravio d'Assia           |                         | Principessa Luisa Carlotta di Danimarca               |                                                       |  |  |       |  |  |                                    |  |  |                                   |  |
|                                             |                         | Principe Carlo di Prussia                             | Federico Guglielmo III di Prussia                     |  |  |       |  |  |                                    |  |  |                                   |  |
|                                             |                         | Principe Carlo di Prussia                             | Federico Guglielmo III di Prussia                     |  |  |       |  |  |                                    |  |  |                                   |  |
|                                             |                         | Principe Carlo di Prussia                             | Duchessa Luisa di Meclemburgo-Strelitz                |  |  |       |  |  |                                    |  |  |                                   |  |
| Anna di Prussia                             |                         | Principe Carlo di Prussia                             |                                                       |  |  |       |  |  |                                    |  |  |                                   |  |
|                                             |                         | Principessa Maria di Sassonia-Weimar-Eisenach         | Carlo Federico, Granduca di Sassonia-Weimar-Eisenach  |  |  |       |  |  |                                    |  |  |                                   |  |
|                                             |                         | Principessa Maria di Sassonia-Weimar-Eisenach         | Carlo Federico, Granduca di Sassonia-Weimar-Eisenach  |  |  |       |  |  |                                    |  |  |                                   |  |
|                                             |                         | Principessa Maria di Sassonia-Weimar-Eisenach         | Granduchessa Marija Pavlovna di Russia                |  |  |       |  |  |                                    |  |  |                                   |  |
| Principe Cristoforo d'Assia                 |                         | Principessa Maria di Sassonia-Weimar-Eisenach         |                                                       |  |  |       |  |  |                                    |  |  |                                   |  |
|                                             | Guglielmo I di Germania | Federico Guglielmo III di Prussia                     |                                                       |  |  |       |  |  |                                    |  |  |                                   |  |
|                                             | Guglielmo I di Germania | Federico Guglielmo III di Prussia                     |                                                       |  |  |       |  |  |                                    |  |  |                                   |  |
|                                             | Guglielmo I di Germania | Duchessa Luisa di Meclemburgo-Strelitz                |                                                       |  |  |       |  |  |                                    |  |  |                                   |  |
| Federico III di Germania                    | Guglielmo I di Germania |                                                       |                                                       |  |  |       |  |  |                                    |  |  |                                   |  |
|                                             |                         | Principessa Augusta di Sassonia-Weimar                | Carlo Federico, Granduca di Sassonia-Weimar-Eisenach  |  |  |       |  |  |                                    |  |  |                                   |  |
|                                             |                         | Principessa Augusta di Sassonia-Weimar                | Carlo Federico, Granduca di Sassonia-Weimar-Eisenach  |  |  |       |  |  |                                    |  |  |                                   |  |
|                                             |                         | Principessa Augusta di Sassonia-Weimar                | Granduchessa Marija Pavlovna di Russia                |  |  |       |  |  |                                    |  |  |                                   |  |
| Principessa Margherita di Prussia           |                         | Principessa Augusta di Sassonia-Weimar                |                                                       |  |  |       |  |  |                                    |  |  |                                   |  |
|                                             |                         | Alberto di Sassonia-Coburgo e Gotha Principe Consorte | Ernesto I, Duca di Sassonia-Coburgo e Gotha           |  |  |       |  |  |                                    |  |  |                                   |  |
|                                             |                         | Alberto di Sassonia-Coburgo e Gotha Principe Consorte | Ernesto I, Duca di Sassonia-Coburgo e Gotha           |  |  |       |  |  |                                    |  |  |                                   |  |
|                                             |                         | Alberto di Sassonia-Coburgo e Gotha Principe Consorte | Principessa Luisa di Sassonia-Gotha-Altenburg         |  |  |       |  |  |                                    |  |  |                                   |  |
| Vittoria, Principessa Reale del Regno Unito |                         | Alberto di Sassonia-Coburgo e Gotha Principe Consorte |                                                       |  |  |       |  |  |                                    |  |  |                                   |  |
|                                             |                         | Vittoria del Regno Unito                              | Principe Edoardo, Duca di Kent                        |  |  |       |  |  |                                    |  |  |                                   |  |
|                                             |                         | Vittoria del Regno Unito                              | Principe Edoardo, Duca di Kent                        |  |  |       |  |  |                                    |  |  |                                   |  |
|                                             |                         | Vittoria del Regno Unito                              | Principessa Vittoria di Sassonia-Coburgo-Saalfeld     |  |  |       |  |  |                                    |  |  |                                   |  |
|                                             |                         | Vittoria del Regno Unito                              |                                                       |  |  |       |  |  |                                    |  |  |                                   |  |